# Hossein Hosseini (futbolista nacido en 1992)
Seyed Hossein Hosseini (en persa: سيد حسین حسینی‎; Shiraz, Fars, 30 de junio de 1992) es un futbolista iraní que juega en la demarcación de portero para el Esteghlal FC de la Iran Pro League. Es internacional con la selección iraní.

## Selección nacional
Tras jugar en la selección de fútbol sub-17 de Irán, la sub-20 y la sub-23, finalmente hizo su debut con la selección absoluta el 17 de marzo de 2018 en un encuentro amistoso contra Sierra Leona que finalizó con un resultado de 4-0 a favor del combinado iraní tras los goles de Mohammad Reza Khanzadeh, Kaveh Rezaei y un doblete de Ali Gholizadeh.

### Participaciones en Copas del Mundo
| Copa              | Sede  | Resultado      | Partidos | Goles |
| ----------------- | ----- | -------------- | -------- | ----- |
| Copa Mundial 2022 | Catar | Fase de grupos | 2        | 0     |

## Clubes
| Club         | País | Año       | Partidos | Goles |
| ------------ | ---- | --------- | -------- | ----- |
| Bargh Shiraz | Irán | 2010-2012 | 2        | 0     |
| Esteghlal FC | Irán | 2012-2014 | 2        | 0     |
| Malavan FC   | Irán | 2014-2016 | 28       | 0     |
| Esteghlal FC | Irán | 2016-     | 235      | 1     |

## Palmarés

### Campeonatos nacionales
| Título          | Club         | País | Año  |
| --------------- | ------------ | ---- | ---- |
| Copa Hazfi      | Esteghlal FC | Irán | 2018 |
| Iran Pro League | Esteghlal FC | Irán | 2022 |